# Brigadoon (comédie musicale)
Pour les articles homonymes, voir Brigadoon.
Brigadoon (id.) est une comédie musicale américaine de Alan Jay Lerner et Frederick Loewe créée le 13 mars 1947 au Ziegfeld Theatre de Broadway.
Elle fut adaptée au cinéma en 1954 sous le même titre par le cinéaste américain Vincente Minnelli, avec Gene Kelly et Cyd Charisse dans les rôles principaux.

## Fiche technique
- Titre : Brigadoon
- Livret : Alan Jay Lerner
- Lyrics : Alan Jay Lerner
- Musique : Frederick Loewe
- Mise en scène :  Robert Lewis
- Chorégraphie :  Agnes De Mille
- Direction musicale : Franz Allers
- Orchestrations : Ted Royal et Frederick Loewe
- Décors : Oliver Smith
- Costumes : David Ffolkes
- Lumières : Peggy Clark
- Producteur : Cheryl Crawford
- Date d'ouverture : 13 mars 1947
- Date de fermeture : 31 juillet 1948
- Nombre de représentations consécutives : 2844
- Création à Londres : 14 avril 1949, His Majesty's Theatre

## Distribution originale
- Marion Bell : Fiona MacLaren
- David Brooks : Tommy Albright

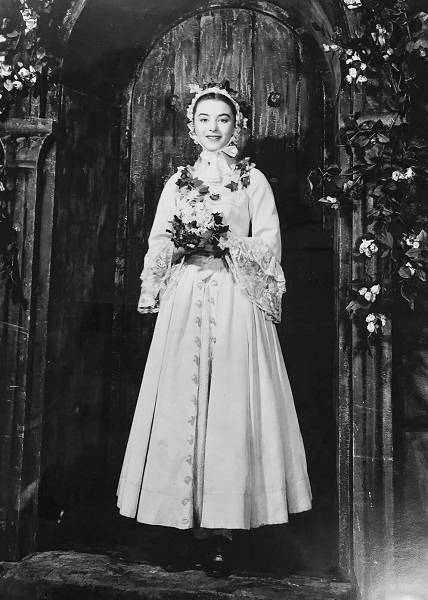
Virginia Bosler dans la production originale de Broadway (1947)

- Lee Sullivan : Charlie Dalrymple
- Virginia Bosler : Jean MacLaren
- Pamela Britton : Meg Brockie
- Jeffrey Warren : Sandy Dean
- Lidija Franklin : Maggie Anderson
- Frances Charles : Jane Ashton
- Edward Cullen : Andrew MacLaren
- William Hansen : Mr. Lundie
- Margaret Hunter : Kate MacQueen
- George Keane : Jeff Douglas
- James Mitchell : Harry Beaton
- John Paul : Frank
- Earl Redding : MacGregor
- Walter Scheff : Angus McGuffie
- Elliot Sullivan : Archie Beaton
- Delbert Anderson : Stuart Dalrymple

## Chansons

### Acte I
- Once in the Highlands - Chœur
- Brigadoon - Chœur
- Down on MacConnachy Square - Sandy Dean, Meg Brockie et Villageois
- Waitin' For My Dearie - Fiona MacLaren et Girls
- I'll Go Home With Bonnie Jean - Charlie Dalrymple et Villageois
- The Heather on the Hill - Tommy Albright et Fiona MacLaren
- The Love of My Life - Meg
- Jeannie's Packing Up - Girls
- Come to Me, Bend to Me - Charlie
- Almost Like Being in Love - Tommy et Fiona
- The Wedding Dance - Jean MacLaren, Charlie et Danseurs
- The Sword Dance - Harry Beaton et Danseurs

### Acte II
- The Chase - Hommes de Brigadoon
- There But For You Go I - Tommy
- My Mother's Weddin' Day - Meg et Villageois
- Funeral Dance - Maggie Anderson
- From This Day On - Tommy et Fiona
- Come to Me, Bend to Me (Reprise) - Fiona
- The Heather on the Hill (Reprise) - Fiona
- I'll Go Home With Bonnie Jean (Reprise) - Charlie
- From This Day On (Reprise) - Tommy et Fiona
- Down on MacConnachy Square (Reprise) - Villageois
- Finale

## Récompenses et nominations
- Tony Award de la meilleure chorégraphie en 1947 (Agnes De Mille)
- Theatre World Awards : Marion Bell, George Keane et James Mitchell

## Reprises principales à Broadway
- 2 mai - 21 mai 1950 : City Center
- 15 avril - 4 mai 1957 : Adelphi Theatre
- 30 janvier - 10 février 1963	: City Center
- 16 octobre 1980 - 8 février 1981 : Majestic Theatre